# Gryphadena
Gryphadena là một chi bướm đêm thuộc họ Noctuidae.